# Josep Maria Rius i Ortigosa
Josep Maria Rius i Ortigosa (Barcelona, 4 de noviembre de 1954) escritor e ilustrador español, también conocido por su pseudónimo Joma.

## Biografía
Josep María Rius (Joma) nace en Barcelona el 4 de noviembre de 1954 (70 años). Es licenciado en Ciencias de la información (periodismo), graduado en Historia en la Universidad Autónoma de Barcelona y diseñador gráfico por la Escuela de Artes Aplicadas y Oficios Artísticos de Barcelona
Comienza su carrera profesional como ilustrador publicando dibujos en revistas de humor. Más tarde colaboró, y colabora como dibujante en otras publicaciones especializadas y periódicas, como es Tele/eXpres (Desaparecido) y el Diario de Barcelona o en las revistas Cavall Fort, El Jueves, El Cuervo, El Papus, Kung Fu, L’Hora, Mata Ratos, L’Infantil TRezevents, Oriflama, Amb Potes  Rosses y Serra d’Or. También ha trabajado en publicaciones especializadas en literatura infantil.
Ha ilustrado libros con textos propios y de otros autores.
En la actualidad continúa su participación con varios periódicos y revistas de humor del país, mientras que se sumerge en el proyecto “Viaje incesante”.

## Premios
- La obra “Feria de Tesoros” fue seleccionada por la fundación Germán Sánchez Ruiperez como una de las cien obras de la Literatura española del siglo XX.

## Obra literaria

### Como autor
- Uns i altres (traducido al castellano y al inglés) publicado en noviembre de 2011
- Amb aquest cel no es va enlloc (publicado en catalán en 1986 por Publicaciones Abadía Montserrat, S.A.)
- La bruixa endreçada (publicado en catalán en 2002 por La Galera, S.A.U)
- La bruixa neta (traducido al castellano, publicado en 1996 por Ediciones Bromera)
- Cadascú ja s’ho sap (traducido al castellano e inglés, publicado en el 2012 por Rius Ortigosa, Josep Maria)
- En Joan de dalt del sol (publicado en 1981 por Edipresse Hymsa, S.A.)
- Erlojudum Dorrea (traducido al castellano, publicado en 1983 por Editorial Argos Vergara, S.A.)
- Erraldoirik altuena (traducido al castellano, publicado en 1982 por Editorial Argos Vergara, S.A.)
- La escoba embrujada (publicado en 1989 por Ediciones Alfaguara)
- Feria de tesoros (publicado en 1987 por Ediciones SM)
- El gegan mes alt (traducido al castellano)
- El gegan mes alt juga a pilota (traducido al castellano)
- Historias de andar por casa (publicado en 1990 por Ediciones SM)
- El maquinista del sol (publicado en 1981 por Edipresse Hymsa, S.A.)
- El último pirata (publicado en 1989 por Ediciones Alfaguara)
- Los piratas en casa (publicado en 1985 por Editorial Teide, S.A.)
- Una roda curiosa (traducido al castellano, publicado en 1988 por Ediciones SM)
- Joma. Obras completas y otros dibujos
- Nord-sud (traducido al castellano y al inglés, publicado en 2011 por Rius Ortigosa, Josep María)
- Un viaje fantástico (publicado en 1991 por Ediciones SM, colección “El barco de vapor, series blanca,39”)
- Clau de pas (traducido al castellano, catalán e inglés, publicado en 2004 por Fundación Aqbar)
- Digauderik handiena pilotan (traducido al castellano, publicado en 1984 por Editorial Argos Vergara, S.A.)

### Como ilustrador
- El cant dels ocells (escrito por Oriol Vergés y publicado en 2004 por La Galera S.A.)
- Contes multimèdia: El gegant del pi (escrito por Valeri Ferret y Maria Eulalia, publicado en 2001 por La Galera, S.A.)
- Contes multimedia: La ratera que escombrava l’escaleta (publicado en 1994 por La Galera, S.A.U.)
- Los crecientes dolores de Adrian Mole (escrito por Sue Twonsend y publicado en 2002 por Ediciones Destino, S.A.)
- El diario secreto de Adrian Mole (escrito por Sue Twonsend y publicado en 2002 por Ediciones Destino, S.A.)
- En Joanet de les tres bosses de diners (escrito por Jordi Jané y publicado en 1988 por La Galera, S.A.U)
- Juanote y las tres bolsas de oro. (Escrito por Jordi Jané, publicado en 1984 por La Galera,S.A.)
- La flauta mágica. (Escrito por Joan de Déu Prats i Pijoan, publicado en 2000 por Edicions Hipotesi, S.L.)
- Les millors rondalles dels germans Grimm (traducido al castellano, publicado en 2007 por Combel Editorial, S.A.)
- Els nens voladors (escrito por Pere Calders, Traducido al castellano y publicado en 1991 por Ediciones Toray, S.A.)
- L’àvia Pepa fa endreça (escrito por Esther Prim Bailló, publicado en catalán en 1996 por Publicacions Abadía Montserrat, S.A.)
- L’àvia Pepa i el circ de confitura (escrito por Esther Prim Bailló, publicado en catalán en 1994 por Publicacions Abadía Montserrat, S.A.)
- L’àvia Pepa i el cocodril que volia ser tren (escrito por Esther Prim Bailló, publicado en catalán en 1989 por Publicacions Abadía Montserrat, S.A.)
- L’àvia Pepa i el refredat (escrito por Esther Prim Bailló, publicado en catalán en 1996 por Publicacions Abadía Montserrat, S.A.)
- L’àvia Pepa i en Fumera (escrito por Esther Prim Bailló, publicado en catalán en 1994 por Publicacions Abadía Montserrat, S.A.)
- L'àvia Pepa se’n va (escrito por Esther Prim Bailló, publicado en catalán en 1998 por Publicacions Abadía Montserrat, S.A.)
- Contes de l'àvia Pepa (escrito por Esther Prim Bailló y publicado en 1994 por Publicacions Abadía Montserrat, S.A.)
- Las brujas de Negua (escrito por Pep Coll y publicado en 1995 por La Galera S.A.U)
- Les cabretes i el llop (escrito por Valerie Ferret y María Eulàlia, publicado en el 2000 por La Galera S.A.U.)
- Los cuadros del tiempo (escrito por Antonio Jesús Gómez Montejano y publicado en 2000 por Editorial Casals, S.A.)
- En Patufet (publicado en 2005 por La Galera, S.A.U.)
- El dragón de site cabezas (escrito por Mario Merlino, publicado en 1996 por La Galera, S.A.U.)
- L’estrella que volia tenir cua (escrito por Jaume Cela y publicado en 1991 por Publicacions Abadia Montserrat, S.A.)
- El zapatero y el demonio (publicado en 1997 por La Galera, S.A.)